# 佐久コスモスターズ硬式野球クラブ
佐久コスモスターズ硬式野球クラブ（さくコスモスターズこうしきやきゅうクラブ）は、長野県佐久市に本拠地を置き、日本野球連盟に加盟している社会人野球のクラブチームである。

## 概要
2005年、元プロ野球選手の野中徹博が中心となってにチームを立ち上げた。同年9月14日付けで日本野球連盟に加盟した。
2009年、同年シーズン直前に活動を停止したTDK千曲川から選手を迎え入れてチーム力を強化し、同年の第80回都市対抗野球大会の予選で躍進。その後、同年の全日本クラブ野球選手権大会の予選では優勝をおさめ、初の全国大会出場を決めた。

## 設立・沿革
- 2005年 - セレクションの上でチーム発足、日本野球連盟に加盟
- 2009年 - 全日本クラブ野球選手権大会に初出場（初戦敗退）

## 主要大会の出場歴・最高成績
- クラブ選手権　出場3回
- ナショナルクラブベースボールシリーズ 出場3回

## 元プロ野球選手の競技者登録
- 野中徹博 - 投手兼監督→退団（元：ヤクルトスワローズ、中日ドラゴンズ、オリックス･ブレーブス）